# Ambidentność
Ambidentność – zdolność cząsteczki chemicznej do reagowania dwoma alternatywnymi miejscami nukleofilowymi, które spełniają dodatkowo dwa warunki: (i) oba centra nukleofilowe silnie ze sobą oddziałują (tworzą układ mezomeryczny) i (ii) reakcja na jednym z centrów nukleofilowych czyni drugie centrum praktycznie niereaktywnym.
Do typowych grup ambidentnych należą: anion enolanowy, cyjanki, cyjaniany, tiocyjaniany, azotyny i siarczyny.
Centra nukleofilowe w związkach ambidentnych mogą być połączone bezpośrednio, jak np. w cyjankach (nukleofile wicynalne) lub rozdzielone, zwykle jednym atomem (nukleofile sprzężone), jak np. w enolanach lub azotynach:
−
X=Y ↔ X=Y−

−
X−A=Y ↔ X=A−Y−

gdzie X i Y są konkurującymi atomami nukleofilowymi, a podwójna strzałka „↔” wskazuje skrajne struktury mezomeryczne
W reakcjach związków ambidentnych może powstawać mieszanina produktów. W niektórych przypadkach można kierować reakcję w stronę pożądanego produktu. Np. cyjanek sodu reaguje z bromoalkanami z wytworzeniem nitrylu:
NaCN + RBr → R−C≡N + NaBr (atak na atom łatwiej polaryzowalny, reakcja typu SN2)
natomiast cyjanek srebra z wytworzeniem izocyjanku:
AgCN + RBr → R−N+
≡C−
 + AgBr↓ (siłą napędową takiego kierunku reakcji jest tworzenie karbokationu R+ wskutek wytrącania się AgBr, reakcja typu SN1)
Taką samą zależność reaktywności od przeciwjonu obserwuje się także dla innych soli, np. atak atomem tlenu lub siarki podczas glikozylacji tiofosforanów. 
Także reakcja nitrowania w warunkach SN2 prowadzi do nitroalkanów, C−NO
2 (atak łatwiej polaryzowalnym atomem azotu), a w warunkach SN1 do azotynów, C−O−N=O (atak na karbokation atomem tlenu o większej gęstości elektronowej).
Kierunek reakcji związków ambidentnych z elektrofilami można też wyjaśniać za pomocą teorii twardych i miękkich kwasów i zasad (HSAB). Na przykład siarczyny reagują z karbonylowym atomem węgla (miękki elektrofil) poprzez atom siarki, który jest bardziej miękkim nukleofilem, niż twardszy atom tlenu. W efekcie powstają związki typu sulfonianów, C−SO−
3, a nie siarczynów, C−O−SO−
2.
Związki o większej liczbie powiązanych ze sobą centrów nukleofilowych noszą nazwę poli- lub multidentnych. Natomiast związki, w których dwa centra nukleofilowe nie oddziałują na siebie lub oddziałują słabo, noszą nazwę związków dwufunkcyjnych (np. aminoalkohole).